# Claus-Joachim Kind

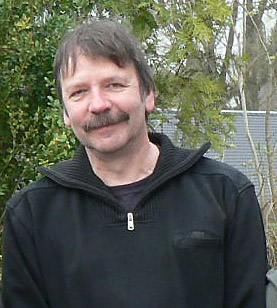
Claus-Joachim Kind (2011)

Claus-Joachim Kind (* 18. Dezember 1953 in Stuttgart-Bad Cannstatt) ist ein deutscher Prähistorischer Archäologe. Sein Spezialgebiet ist die Steinzeit.

## Leben
Kind studierte zwischen 1972 und 1978 an der Universität Tübingen Ur- und Frühgeschichte und Geologie (Nebenfach). 1977 schloss er sein Studium mit der Magisterarbeit „Die Kratzer aus sechs jungpaläolithischen Inventaren - Versuch einer statistischen Analyse“ ab. Zwischen 1977 und 1982 folgte das Promotionsstudium an der Universität Tübingen. Titel der 1982 angenommenen Dissertation war „Die Verteilung von Steinartefakten in Grabungsflächen. Ein Modell zur Organisation alt- und mittelsteinzeitlicher Siedlungsplätze“.
Ab 1980 arbeitete Kind beim  Landesamt für Denkmalpflege Baden-Württemberg in Esslingen. Er war als Referent für Steinzeitarchäologie tätig und führte zahlreiche archäologische Ausgrabungen in alt- und mittelsteinzeitlichen Höhlen und Freilandfundplätzen Südwestdeutschlands durch.
1993 habilitierte sich Kind an der Universität Tübingen. Titel seiner Habilitationsschrift war „Der Fundplatz Henauhof Nord II bei Bad Buchau am Federsee, Kreis Biberach und das Endmesolithikum in Baden-Württemberg“. 2004 wurde ihm der Titel eines außerplanmäßigen Professors an der Universität Tübingen verliehen. Er hält regelmäßig Lehrveranstaltungen am Institut für Ur- und Frühgeschichte und Archäologie des Mittelalters der Universität Tübingen ab.
In den Jahren 2012 bis 2017 war Kind beim Landesamt für Denkmalpflege Baden-Württemberg als Projektleiter maßgeblich an der Erarbeitung des Antrags beteiligt, sechs Höhlen mit eiszeitlichen Kunstobjekten und die jeweils umgebenden Landschaften in die Welterbeliste der UNESCO aufzunehmen. Davon betroffen waren die Höhlen Hohle Fels, Geißenklösterle und Sirgenstein im Achtal zwischen Blaubeuren und Schelklingen im Alb-Donau-Kreis sowie im Lonetal der Vogelherd bei Niederstotzingen im Landkreis Heidenheim, der Hohlenstein-Stadel bei Asselfingen im Alb-Donau-Kreis und die Bocksteinhöhle bei Rammingen und Öllingen im Alb-Donau-Kreis. In diesen Höhlen wurden aus Mammutelfenbein geschnitzte Tierfiguren wie das Wildpferd vom Vogelherd, Menschenfiguren wie die Venus vom Hohle Fels und Darstellungen von Mischwesen wie z. B. der Löwenmensch aus dem Hohlenstein-Stadel gefunden. Hinzu kommen aus Mammutelfenbein oder aus Vogelknochen hergestellte Flöten, die derzeit ältesten Musikinstrumente. Dem Antrag wurde stattgegeben, die Einschreibung unter dem Titel Höhlen und Eiszeitkunst der Schwäbischen Alb in die Welterbeliste der UNESCO erfolgte am 9. Juli 2017.
2020 trat Kind in den Ruhestand.

## Forschung
Die wissenschaftlichen Schwerpunkte von Claus-Joachim Kind liegen in der Erforschung der Altsteinzeit (Paläolithikum) und der Mittelsteinzeit (Mesolithikum). Seit 1977 leitete er zahlreiche archäologische Ausgrabungen in verschiedenen alt- und mittelsteinzeitlichen Fundplätzen Südwestdeutschlands:
- 1977–1980 Abri Felsställe bei Ehingen-Mühlen: Magdalénien, Mesolithikum, Neolithikum
- 1983–1985 Ulm-Eggingen: Linearbandkeramik und Mittelalter
- 1987, 1996 Kogelstein (Schmiechtal): Mittelpaläolithikum
- 1989 Henauhof Nord II: Mesolithikum
- 1990 Siebenlinden 1: Mesolithikum
- 1991 Siebenlinden 2: Mesolithikum
- 1992 Sattenbeuren Kieswerk: Spätpaläolithikum
- 1993–2004 Siebenlinden 3, 4, 5: Mesolithikum
- 1995–1996 Bochingen: Mesolithikum
- 1998–1999 Nußloch Steinbruch: Jung(?)- Paläolithikum
- 2000 Nordgrotte: Mesolithikum, Neolithikum
- 2001 Bernlochhöhle bei Truchtelfingen: Magdalénien, Mesolithikum, Neolithikum
- 2006 Munzingen: Magdalénien
- 2006–2007 Bad Buchau-Kappel: Spätpaläolithikum
- 2008–2013 Hohlenstein Stadel-Höhle: Mittelpaläolithikum, Aurignacien
- 2014 Frauenfels: Spätpaläolithikum
- 2015–2018 Kohlhau Abri: Magdalénien, Mesolithikum, Neolithikum

Besonders intensive Forschungen betrafen in den letzten Jahren die Arbeiten in dem großen mittelsteinzeitlichen Lagerplatz Siebenlinden in Rottenburg am Neckar (Landkreis Tübingen). Von 2008 bis 2013 leitete Kind mehrere Grabungskampagnen im Hohlenstein-Stadel im Lonetal. Bei diesen Ausgrabungen wurden weitere Teile des Löwenmenschen geborgen, die bei umfangreichen Restaurierungsarbeiten an die Figur angesetzt werden konnten. Seit 2014 folgten weitere Sondierungen im Lonetal, die zu der Entdeckung der Fundstellen Frauenfels und Kohlhau Abri führten.

## Schriften (Auswahl)
- Die Verteilung von Steinartefakten in Grabungsflächen. Ein Modell zur Organisation alt- und mittelsteinzeitlicher Siedlungsplätze. Urgeschichtliche Materialhefte 7. Tübingen 1985.
- Das Felsställe. Eine jungpaläolithisch-frühmesolithische Abri-Station bei Ehingen-Mühlen, Alb-Donau-Kreis. Forschungen und Berichte zur Vor- und Frühgeschichte Baden-Württemberg 23. Stuttgart 1987.
- Ulm-Eggingen. Die Ausgrabungen 1982 bis 1985 in der bandkeramischen Siedlung und der mittelalterlichen Wüstung. Forschungen und Berichte zur Vor- und Frühgeschichte in Baden-Württemberg 34. Stuttgart 1989.
- Die letzten Wildbeuter. Henauhof Nord II und das Endmesolithikum in Baden-Württemberg. Materialhefte zur Archäologie in Baden-Württemberg 39. Stuttgart 1997.
- mit Nicholas J. Conard: Aktuelle Forschungen zum Mesolithikum – Current Mesolithic Research. Urgeschichtliche Materialhefte 12. Tübingen 1998.
- mit Petra Kieselbach, Anne M. Miller und Daniel Richter, Siebenlinden 2: Ein mesolithischer Lagerplatz bei Rottenburg am Neckar, Kreis Tübingen. Materialhefte zur Archäologie in Baden-Württemberg 53. Stuttgart 2000.
- Das Mesolithikum in der Talaue des Neckars – die Fundstellen von Rottenburg Siebenlinden 1 und 3. Forschungen und Berichte zur Vor- und Frühgeschichte in Baden-Württemberg 88. Stuttgart 2003.
- (Hrsg.): After the Ice Age. Settlements, Subsistance, and Social Development in the Mesolithic of Central Europe. Proceedings of the International Meeting 09. – 12. September 2003 in Rottenburg/Neckar, Baden-Württemberg, Germany. Materialhefte zur Archäologie in Baden-Württemberg 78. Stuttgart 2006.
- mit Thomas Beutelspacher, Eva David, Elisabeth Stephan: Das Mesolithikum in der Talaue des Neckars 2 – Die Fundstreuungen von Siebenlinden 3, 4 und 5. Forschungen und Berichte zur Vor- und Frühgeschichte in Baden-Württemberg 125. Stuttgart 2012.
- mit Nicole Ebinger-Rist, Sibylle Wolf, Thomas Beutelspacher, Kurt Wehrberger: The Smile of the Lion Man. Recent Excavations in Stadel Cave (Baden-Württemberg, south-western Germany) and the Restoration of the Famous Upper Palaeolithic Figurine. Quartär 61, 2014, 129–145
- (Hrsg.): Löwenmensch und mehr – Die Ausgrabungen 2008–2013 in den altsteinzeitlichen Schichten der Stadel-Höhle im Hohlenstein (Lonetal). Forschungen und Berichte zur Archäologie in Baden-Württemberg Band 15. Dr. Ludwig Reichert Verlag, Wiesbaden 2019, ISBN 978-3-95490-409-9